# Parque Juan XXIII
El parque Juan XXIII es un parque urbano chileno ubicado en la comuna de Ñuñoa, región Metropolitana de Santiago. El parque es considerado el «patio trasero» del Palacio Ossa. Cuenta con alrededor de 750 metros de longitud y aproximadamente 28.870 metros cuadrados. Está dividido en tres partes, debido a la intersección de las calles Dublé Almeyda, Alcalde Eduardo Castillo Velasco y Los Almendros.

## Historia
El parque surgió de los antiguos jardines de la chacra Santa Julia, cuya casa patronal conocida como Palacio Ossa, construida en 1860 por Luis Gregorio Ossa, pasó a ser propiedad de José Pedro Alessandri Palma en 1910. Luego de su fallecimiento, la familia decidió donar la propiedad a la Municipalidad de Ñuñoa, convirtiéndose el palacio, declarado monumento nacional en 1973, en la Casa de la Cultura de la comuna.

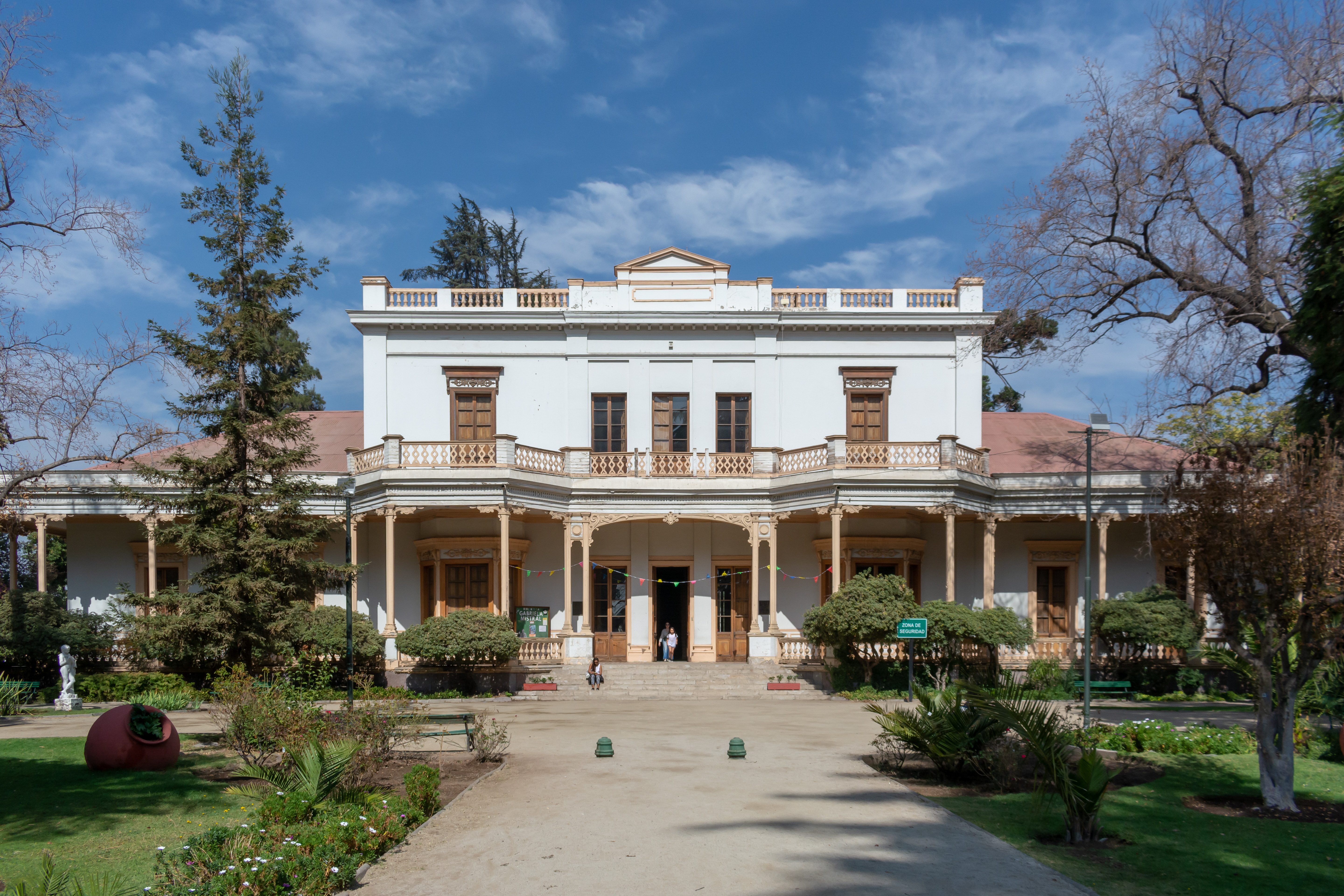
Vista del Palacio Ossa

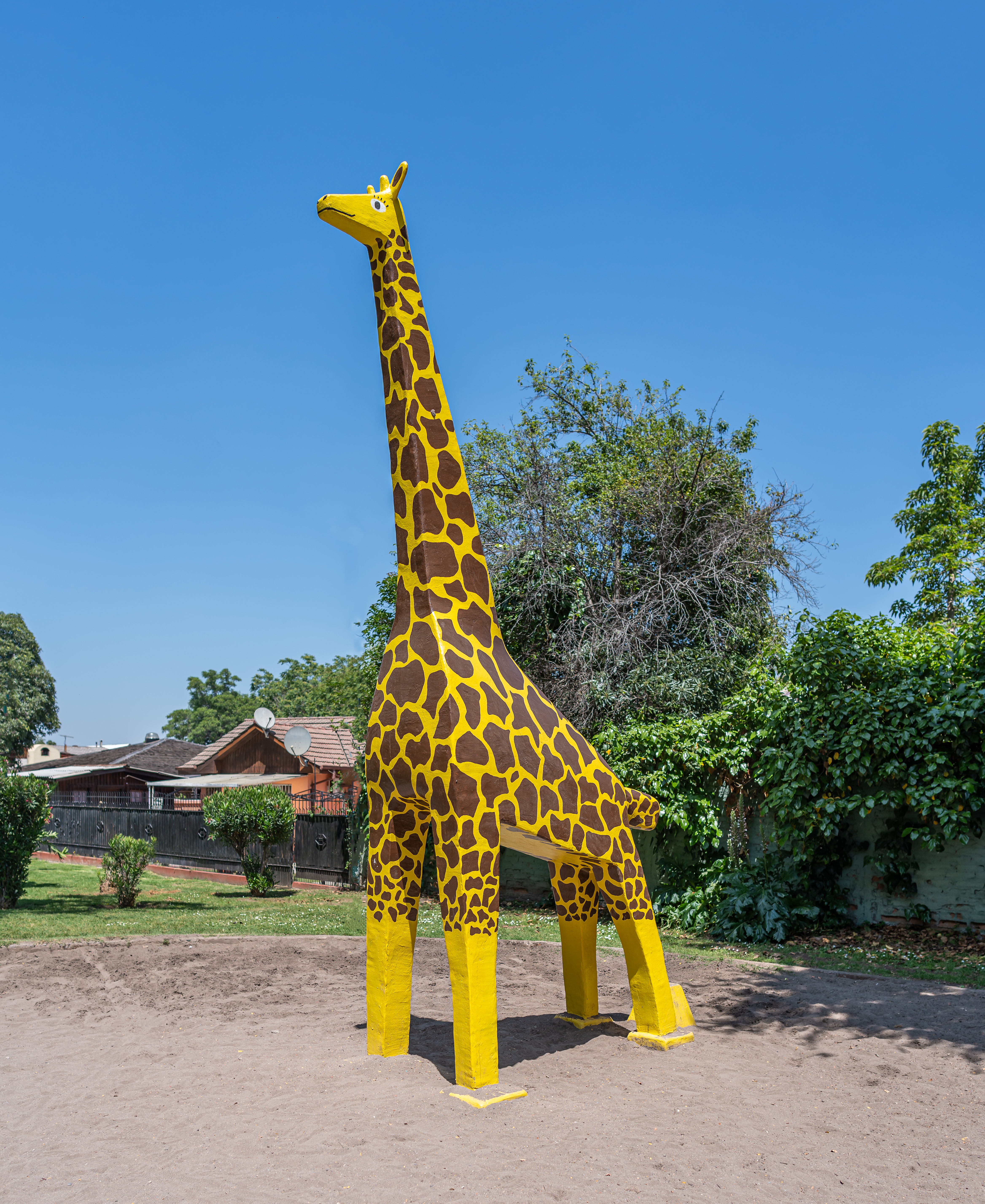
Jirafa de hormigón del parque

Parte del diseño de este parque fue realizado por el arquitecto y cineasta Álvaro Covacevich, Enrique Gigoux y el paisajista de nacionalidad japonesa Luis Nakagawa, los cuales en 1955 reformaron los jardines originales de la chacra Santa Julia, dándole un toque uniforme y armónico con la comunidad que rodea el sector. 
El parque oficialmente sería inaugurado en la década de 1960. Cuenta una gran variedad de árboles, tales como ceibos, araucarias, jacarandás, cedros, castaños, liquidámbares, prunos, crespones, palmeras, entre otros.

## Anfiteatro

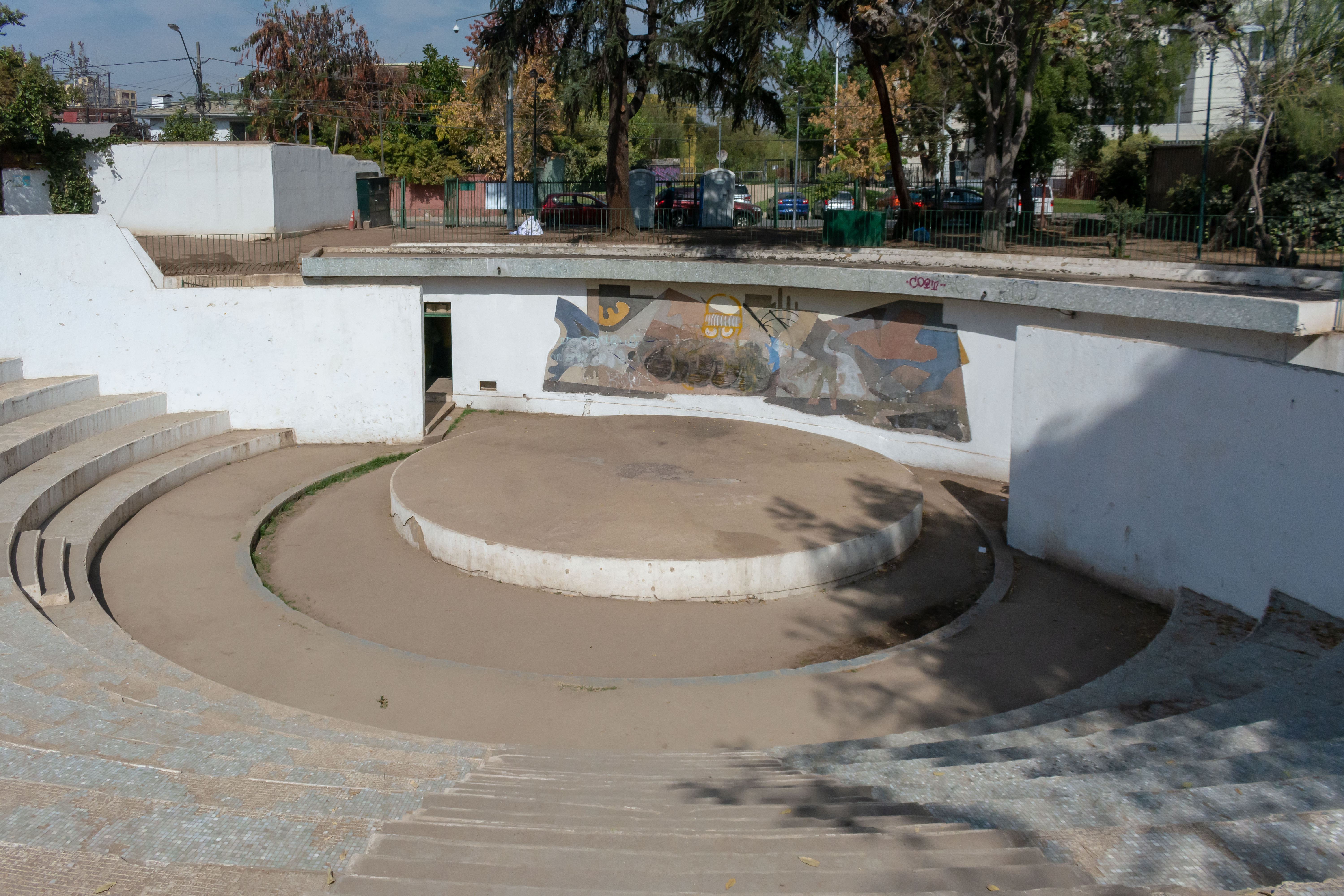
Vista del anfiteatro

En el límite sur del parque existe un anfiteatro, conocido popularmente como «anfiteatro griego de Ñuñoa». En el mismo, el pintor Gregorio de la Fuente realizó un mural abstracto en 1966 titulado El ayer y hoy del hombre, creado con una mezcla de cal, arena, piedrecitas y pigmentos. El mural fue cubierto por varias capas de pintura amarilla siendo completamente olvidado. El 15 de mayo del año 2015, Marta Rébora, Millale Cordero y Julio Acuña obtuvieron un Fondo Nacional del Desarrollo Cultural y las Artes, junto al patrocinio de la Municipalidad de Ñuñoa, para comenzar su restauración y posteriormente, ser reinaugurado el 8 de octubre del año 2016.